# Sierck van Donia de Jonge
Sierck van Donia de Jonge (Oosterend (mogelijk), ca. 1540 - Kollum (mogelijk), 24 september 1575) was een Fries edelman, militair en bestuurder in Spaanse dienst tijdens de Tachtigjarige Oorlog. Ter onderscheid van zijn vader die ook Sierck heette, werd hij aangeduid als "de Jonge".

## Biografie
Van Donia was een zoon van Sierck van Donia (†1569) en Sjouck Douma van Oenema (†1549). Sierck was een telg uit de familie Van Donia. Zijn vader Sierck was grietman van Hennaarderadeel. Deze Sierck woonde in 1540 op de Doniastins te Oosterend.
Sierck werd in 1560 ingeschreven als student in de rechten aan de universiteit van Keulen. Op 14 april 1569 werd Van Donia benoemd tot grietman van Kollumerland en Nieuwkruisland. Hij volgde Claes Clant op die waarschijnlijk afstand heeft gedaan van dit ambt. Daarnaast was Sierck dijkgraaf van Nieuwkruisland. 
In 1572 kreeg Van Donia de opdracht om een vendel soldaten samen te stellen waarover hij als hopman aangesteld werd. Tot dit vendel behoorden onder meer Sicke Clant en Octavius van Horion, schoonzoon van Sippe van Meckema. Deze manschappen bezorgden de inwoners van Kollumerland veel overlast. In 1573 werd Van Donia aangesteld als bevelhebber op een van de vier schepen die Caspar de Robles in Harlingen had verzameld om tegen de watergeuzen te vechten. Het laatste jaar dat Van Donia grietman was, schijnt het ambt reeds te zijn waargenomen door de eveneens Spaansgezinde Rienck van Dekema. Voor de aanstelling van Van Dekema werd het grietmanschap korte tijd door de grietman van Achtkarspelen, Lieuwe van Jelgersma, vervuld. Nog ver in de 16e eeuw zouden de dochters van Van Donia een rente krijgen uit de kloostergoederen van Friesland.

## Huwelijk en kinderen
Van Donia trouwde met Anna van Groesbeek, een dochter van Zeger van Groesbeek, tussen 1568 en 1572 luitenant-stadhouder van Groningen, Friesland, Drenthe en Lingen. Het echtpaar kreeg twee dochters:
- Sjouck van Donia, trouwde in 1597 met Gerrit Laurens de Veno. Hij was een zoon van Laurens de Veno, secretaris van de magistraat en schepenen te Leeuwarden.[6]
- Jel van Donia, trouwde in 1596 met Gatze Simons Potter, secretaris van Sloten.

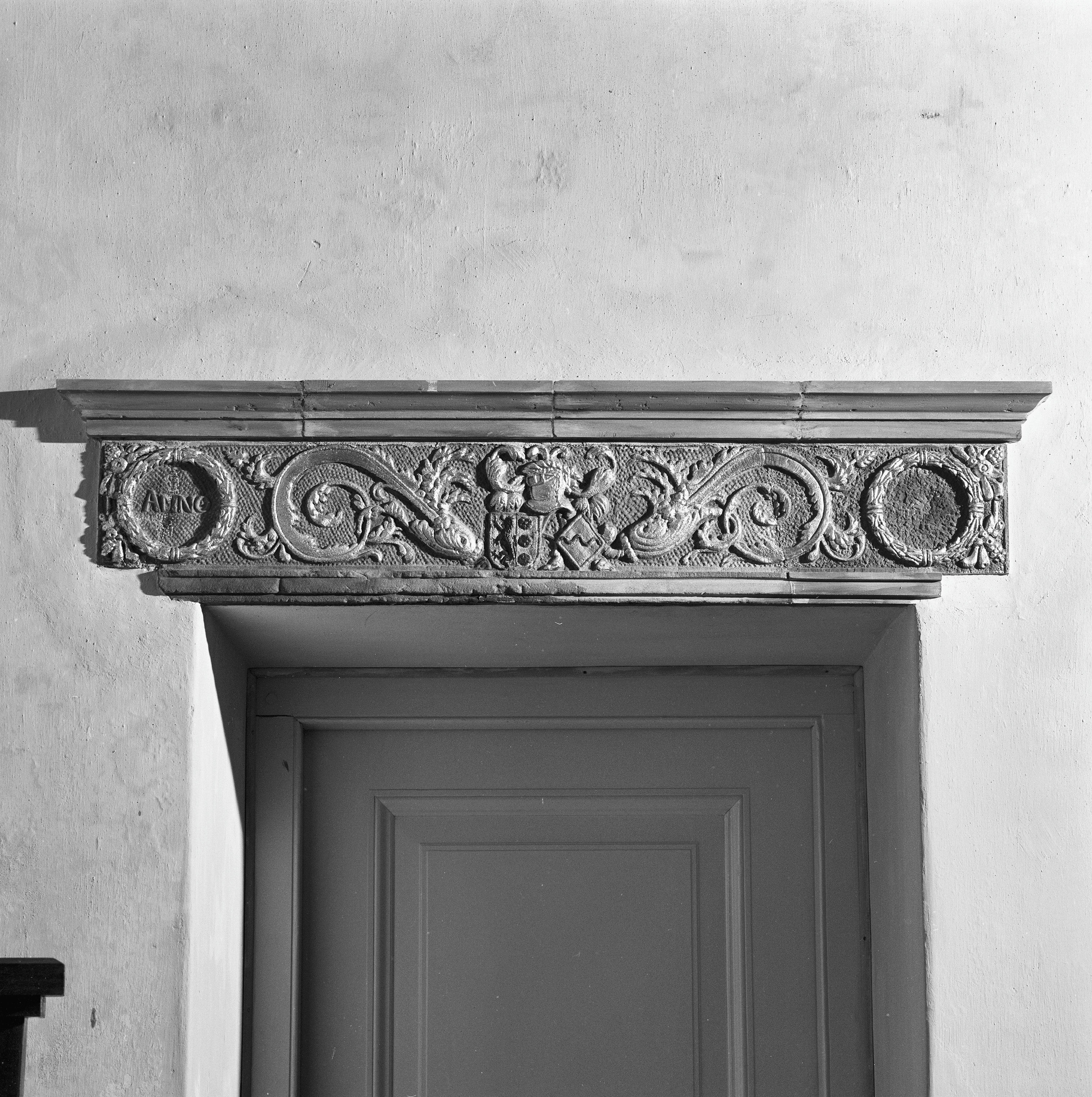
Latei in de kerk van Kollum met het alliantiewapen Van Donia-Van Groesbeek.
Het wapen Van Groesbeek.